# Об'єднана команда на зимових Олімпійських іграх 1992
Об'єднана команда республік колишнього СРСР (за винятком Естонії, Латвії та Литви) виступала на зимових Олімпійських іграх єдиний раз — на іграх 1992 року. Вона брала участь у змаганнях з 12 видів, отримавши всього 23 медалі, з них золотих — 9, срібних — 6, і бронзових — 8 (посіла 2-е у медальному заліку). Прапороносцем збірної на церемонії відкриття був Валерій Медведцев.

## Медалісти
| Медаль | Спортсмен | Вид спорту      | Дисципліна                               |
| ------ | --- | --------------- | ---------------------------------------- |
| Золото | Євген Редькін | Біатлон         | Чоловіки, індивідуальна гонка на 20 км   |
| Золото | Анфіса Рєзцова | Біатлон         | Жінки, спринт на 7,5 км                  |
| Золото | Любов Єгорова | Лижні гонки     | Жінки, 15 км класичним стилем            |
| Золото | Любов Єгорова | Лижні гонки     | Жінки, гонка 10 км по системі Гундерсена |
| Золото | Любов Єгорова Олена В'яльбе Раїса Сметаніна Лариса Лазутіна | Лижні гонки     | Жінки, естафета 4 x 5 км                 |
| Золото | Марина Климова Сергій Пономаренко | Фігурне катання | Танці на льоду                           |
| Золото | Віктор Петренко | Фігурне катання | Чоловіки, одиночне катання               |
| Золото | Михайло Шталенков, Андрій Трефілов, Микола Хабібулін, Даріус Каспарайтіс, Дмитро Миронов, Ігор Кравчук, Сергій Баутін, Дмитро Юшкевич, Олексій Житник, Володимир Малахов, Сергій Зубов, Андрій Хомутов, В'ячеслав Биков, Юрій Хмильов, Андрій Коваленко, В'ячеслав Буцаєв, Євген Давидов, Олексій Ковальов, Олексій Жамнов, Сергій Петренко, Микола Борщевський, Ігор Болдін, Віталій Прохоров | Хокей           | Чоловіки                                 |
| Срібло | Світлана Печерська | Біатлон         | Жінки, індивідуальна гонка на 15 км      |
| Срібло | Валерій Медведцев Олександр Попов Валерій Кирієнко Сергій Чепіков | Біатлон         | Чоловіки, естафета 4х7,5 км              |
| Срібло | Любов Єгорова | Лижні гонки     | Жінки, 5 км класичним стилем             |
| Срібло | Любов Єгорова | Лижні гонки     | Жінки, 30 км класичним стилем            |
| Срібло | Олена Бечко Денис Петров | Фігурне катання | Парне катання                            |
| Срібло | Єлизавета Кожевнікова | Фристайл        | Жінки, могул                             |
| Бронза | Олена Бєлова | Біатлон         | Жінки, спринт на 7,5 км                  |
| Бронза | Анфіса Рєзцова Олена Бєлова Олена Мельникова | Біатлон         | Жінки, естафета 3х7,5 км                 |
| Бронза | Олена Вяльбе | Лижні гонки     | Жінки, 5 км класичним стилем             |
| Бронза | Олена Вяльбе | Лижні гонки     | Жінки, 15 км класичним стилем            |
| Бронза | Олена Вяльбе | Лижні гонки     | Жінки, гонка 10 км по системі Гундерсена |
| Бронза | Олена Вяльбе | Лижні гонки     | Жінки, 30 км вільним стилем              |
| Бронза | Майя Усова Олександр Жулін | Фігурне катання | Танці на льоду                           |
| Бронза | Юлія Алагулова Наталія Іссакова Вікторія Троїцька Юлія Власова | Шорт-трек       | Жінки, естафета 3000 м                   |

## Учасники
| Спорт               | Чоловіки | Жінки | Всього |
| ------------------- | -------- | ----- | ------ |
| Біатлон             | 5        | 6     | 11     |
| Бобслей             | 9        | 0     | 9      |
| Гірськолижний спорт | 3        | 4     | 7      |
| Ковзанярський спорт | 12       | 7     | 19     |
| Лижне двоборство    | 4        | 0     | 4      |
| Лижні перегони      | 6        | 6     | 12     |
| Санний спорт        | 7        | 3     | 10     |
| Стрибки з трампліна | 4        | 0     | 4      |
| Фігурне катання     | 9        | 8     | 17     |
| Фристайл            | 4        | 4     | 8      |
| Хокей               | 22       | 0     | 22     |
| Шорт-трек           | 1        | 5     | 6      |
| Всього              | 86       | 43    | 129    |

## Біатлон
Спортсменів — 11
Чоловіки
| Спортсмени                                                        | Змагання            | Час       | Промахи     | Відставання | Місце |
| ----------------------------------------------------------------- | ------------------- | --------- | ----------- | ----------- | ----- |
| Валерій Кирієнко                                                  | спринт              | 26:31.3   | 3 (1+2)     | +29.5       | 5     |
| Валерій Кирієнко                                                  | індивідуальна гонка | 59:12.6   | 4 (0+1+2+1) | +1:38.2     | 11    |
| Валерій Медведцев                                                 | спринт              | 27:39.5   | 2 (1+1)     | +1:37.2     | 25    |
| Олександр Попов                                                   | спринт              | 27:31.3   | 1 (1+0)     | +1:29.0     | 18    |
| Олександр Попов                                                   | індивідуальна гонка | 58:02.4   | 2 (0+1+0+1) | +28.5       | 4     |
| Євген Редькін                                                     | індивідуальна гонка | 57:34.4   | 0 (0+0+0+0) | 0.0         | 1     |
| Сергій Чепіков                                                    | спринт              | 26:27.5   | 0 (0+0)     | +25.2       | 4     |
| Сергій Чепіков                                                    | індивідуальна гонка | 58:47.6   | 3 (0+2+1+0) | +1:13.2     | 10    |
| Валерій Медведцев Олександр Попов Валерій Кирієнко Сергій Чепіков | естафета            | 1:25:06.3 | 0 (0+0)     | +22.8       | 2     |

Жінки
| Спортсмени                                   | Змагання            | Час       | Промахи     | Відставання | Місце |
| -------------------------------------------- | ------------------- | --------- | ----------- | ----------- | ----- |
| Олена Бєлова                                 | спринт              | 24:51.0   | 2 (2+0)     | +21.8       | 3     |
| Олена Головіна                               | спринт              | 26:50.3   | 1 (0+1)     | +2:21.1     | 20    |
| Олена Головіна                               | індивідуальна гонка | 56:17.9   | 2 (1+1+0+0) | +4:30.7     | 22    |
| Світлана Парамигіна                          | індивідуальна гонка | 56:15.2   | 4 (1+2+0+1) | +4:28.0     | 21    |
| Світлана Печерська                           | спринт              | 26:09.7   | 0 (0+0)     | +1:40.5     | 13    |
| Світлана Печерська                           | індивідуальна гонка | 51:58.5   | 1 (0+1+0+0) | +11.3       | 2     |
| Анфіса Рєзцова                               | спринт              | 24:29.2   | 3 (0+3)     | 0.0         | 1     |
| Анфіса Рєзцова                               | індивідуальна гонка | 56:52.6   | 9 (0+3+2+4) | +5:05.4     | 26    |
| Анфіса Рєзцова Олена Бєлова Олена Мельникова | естафета            | 1:16:54.6 | 2 (1+1)     | +59.0       | 3     |